# Лангвайд-ам-Лех
Лангвайд-ам-Лех (нім. Langweid am Lech) — громада в Німеччині, знаходиться в землі Баварія. Підпорядковується адміністративному округу Швабія. Входить до складу району Аугсбург.
Площа — 23,54 км2. Населення становить 8432 ос. (станом на 31 грудня 2020).